# Championnats d'Europe de patinage artistique 1993
Navigation
Édition précédente Édition suivante
Les championnats d'Europe de patinage artistique 1993 ont lieu du 12 au 17 janvier 1993 à Helsinki en Finlande.

## Qualifications
Les patineurs sont éligibles à l'épreuve s'ils représentent une nation européenne membre de l'Union internationale de patinage (International Skating Union en anglais). Les fédérations nationales sélectionnent leurs patineurs en fonction de leurs propres critères.
Sur la base des résultats des championnats d'Europe 1992, l'Union internationale de patinage autorise chaque pays à avoir de une à trois inscriptions par discipline.
| Entrées                                                    | Messieurs                                              | Dames                               | Couples                             | Danse sur glace                          |
| ---------------------------------------------------------- | ------------------------------------------------------ | ----------------------------------- | ----------------------------------- | ---------------------------------------- |
| 3                                                          | Tchéquie Russie                                        | Allemagne France                    | Allemagne Russie                    | Russie                                   |
| 2                                                          | Allemagne Danemark France Lettonie Pologne Royaume-Uni | Pologne Royaume-Uni Russie Tchéquie | Pologne Royaume-Uni Suisse Tchéquie | Allemagne France Hongrie Italie Tchéquie |
| Les pays non listés dans ce tableau ont droit à une entrée |                                                        |                                     |                                     |                                          |

## Podiums
| Épreuves                            | Or                               | Argent                               | Bronze                           |
| ----------------------------------- | -------------------------------- | ------------------------------------ | -------------------------------- |
| Messieurs résultats détaillés       | Dmytro Dmytrenko                 | Philippe Candeloro                   | Éric Millot                      |
| Dames résultats détaillés           | Surya Bonaly                     | Oksana Baiul                         | Marina Kielmann                  |
| Couples résultats détaillés         | Marina Eltsova / Andrei Bushkov  | Mandy Wötzel / Ingo Steuer           | Evgenia Shishkova / Vadim Naumov |
| Danse sur glace résultats détaillés | Maïa Oussova / Alexandre Jouline | Oksana Grichtchouk / Ievgueni Platov | Susanna Rahkamo / Petri Kokko    |

## Tableau des médailles
| Rang  | Nation    | Or | Argent | Bronze | Total |
| ----- | --------- | -- | ------ | ------ | ----- |
| 1     | Russie    | 2  | 1      | 1      | 4     |
| 2     | France    | 1  | 1      | 1      | 3     |
| 3     | Ukraine   | 1  | 1      | 0      | 2     |
| 4     | Allemagne | 0  | 1      | 1      | 2     |
| 5     | Finlande  | 0  | 0      | 1      | 1     |
| Total | Total     | 4  | 4      | 4      | 12    |

## Détails des compétitions
Pour la saison 1992/1993, les calculs des points se font selon la méthode suivante :
- chez les Messieurs, les Dames et les Couples artistiques (0.5 point par place pour le programme court, 1 point par place pour le programme libre)
- en danse sur glace (0.4 point par place pour les deux danses imposées, 0.6 point par place pour la danse originale, 1 point par place pour la danse libre)

### Messieurs
| Rang                                        | Nom                 | Nation      | Points | Prog. court | Prog. libre |
| ------------------------------------------- | ------------------- | ----------- | ------ | ----------- | ----------- |
| 1                                           | Dmytro Dmytrenko    | Ukraine     | 3.5    | 1           | 3           |
| 2                                           | Philippe Candeloro  | France      | 4.0    | 6           | 1           |
| 3                                           | Éric Millot         | France      | 5.5    | 7           | 2           |
| 4                                           | Konstantin Kostin   | Lettonie    | 6.5    | 5           | 4           |
| 5                                           | Aleksey Urmanov     | Russie      | 8.0    | 4           | 6           |
| 6                                           | Michael Tyllesen    | Danemark    | 9.0    | 8           | 5           |
| 7                                           | Oleg Tataurov       | Russie      | 9.5    | 3           | 8           |
| 8                                           | Oula Jääskeläinen   | Finlande    | 10.0   | 2           | 9           |
| 9                                           | Steven Cousins      | Royaume-Uni | 11.5   | 9           | 7           |
| 10                                          | Ronny Winkler       | Allemagne   | 15.0   | 10          | 10          |
| 11                                          | Henrik Walentin     | Danemark    | 18.0   | 14          | 11          |
| 12                                          | Roman Ekimov        | Russie      | 19.0   | 12          | 13          |
| 13                                          | Jaroslav Suchý      | Tchéquie    | 19.5   | 15          | 12          |
| 14                                          | John Martin         | Royaume-Uni | 19.5   | 11          | 14          |
| 15                                          | Gilberto Viadana    | Italie      | 24.5   | 19          | 15          |
| 16                                          | Besarion Tsintsadze | Géorgie     | 25.0   | 18          | 16          |
| 17                                          | Robert Grzegorczyk  | Pologne     | 25.5   | 13          | 19          |
| 18                                          | Daniel Peinado      | Espagne     | 26.0   | 16          | 18          |
| 19                                          | Jan Erik Digernes   | Norvège     | 27.0   | 20          | 17          |
| 20                                          | Szabolcs Vidrai     | Hongrie     | 29.5   | 17          | 21          |
| 21                                          | Rastislav Vnučko    | Slovaquie   | 31.0   | 22          | 20          |
| 22                                          | Alexander Murashko  | Biélorussie | 33.5   | 23          | 22          |
| 23                                          | Tomislav Čižmešija  | Croatie     | 33.5   | 21          | 23          |
| Abandon                                     | Cornel Gheorghe     | Roumanie    |        | 24          |             |
| Patineurs éliminés après le programme court |                     |             |        |             |             |
| 25                                          | Marek Sząszor       | Pologne     |        | 25          | NC          |
| 26                                          | Ivan Dinev          | Bulgarie    |        | 26          | NC          |
| 27                                          | Florian Tuma        | Autriche    |        | 27          | NC          |
| 28                                          | Nicolas Binz        | Suisse      |        | 28          | NC          |
| 29                                          | Raimo Reinsalu      | Estonie     |        | 29          | NC          |

### Dames
| Rang    | Nom                | Nation      | Points | Prog. court | Prog. libre |
| ------- | ------------------ | ----------- | ------ | ----------- | ----------- |
| 1       | Surya Bonaly       | France      | 1.5    | 1           | 1           |
| 2       | Oksana Baiul       | Ukraine     | 3.5    | 3           | 2           |
| 3       | Marina Kielmann    | Allemagne   | 4.0    | 2           | 3           |
| 4       | Tanja Szewczenko   | Allemagne   | 6.0    | 4           | 4           |
| 5       | Maria Butyrskaya   | Russie      | 7.5    | 5           | 5           |
| 6       | Krisztina Czakó    | Hongrie     | 9.0    | 6           | 6           |
| 7       | Zuzanna Szwed      | Pologne     | 11.0   | 8           | 7           |
| 8       | Alice Sue Claeys   | Belgique    | 12.5   | 7           | 9           |
| 9       | Marie-Pierre Leray | France      | 14.5   | 13          | 8           |
| 10      | Simone Lang        | Allemagne   | 14.5   | 9           | 10          |
| 11      | Lenka Kulovaná     | Tchéquie    | 18.0   | 12          | 12          |
| 12      | Olga Markova       | Russie      | 19.0   | 10          | 14          |
| 13      | Alma Lepina        | Lettonie    | 20.5   | 11          | 15          |
| 14      | Nathalie Krieg     | Suisse      | 21.0   | 20          | 11          |
| 15      | Anna Rechnio       | Pologne     | 22.0   | 18          | 13          |
| 16      | Irena Zemanová     | Tchéquie    | 25.0   | 14          | 18          |
| 17      | Viktoria Dimitrova | Bulgarie    | 25.5   | 19          | 16          |
| 18      | Mojca Kopač        | Slovénie    | 25.5   | 17          | 17          |
| 19      | Charlene von Saher | Royaume-Uni | 26.5   | 15          | 19          |
| 20      | Christina Mauri    | Italie      | 31.5   | 23          | 20          |
| 21      | Kaisa Kella        | Finlande    | 33.0   | 24          | 21          |
| 22      | Marion Krijgsman   | Pays-Bas    | 33.0   | 22          | 22          |
| 23      | Olga Vassiljeva    | Estonie     | 35.5   | 25          | 23          |
| Abandon | Laëtitia Hubert    | France      |        | 16          |             |
| Abandon | Anisette Torp-Lind | Danemark    |        | 21          |             |

### Couples
| Rang | Nom                                     | Nation      | Points | Prog. court | Prog. libre |
| ---- | --------------------------------------- | ----------- | ------ | ----------- | ----------- |
| 1    | Marina Eltsova / Andrei Bushkov         | Russie      | 2.0    | 2           | 1           |
| 2    | Mandy Wötzel / Ingo Steuer              | Allemagne   | 3.5    | 3           | 2           |
| 3    | Evgenia Shishkova / Vadim Naumov        | Russie      | 4.5    | 1           | 4           |
| 4    | Radka Kovaříková / René Novotný         | Tchéquie    | 5.5    | 5           | 3           |
| 5    | Peggy Schwarz / Alexander König         | Allemagne   | 7.0    | 4           | 5           |
| 6    | Leslie Monod / Cédric Monod             | Suisse      | 9.0    | 6           | 6           |
| 7    | Elena Tobiash / Sergei Smirnov          | Russie      | 10.5   | 7           | 7           |
| 8    | Elena Berejnaïa / Oleg Shliakhov        | Lettonie    | 12.0   | 8           | 8           |
| 9    | Beata Zielińska / Mariusz Siudek        | Pologne     | 14.0   | 10          | 9           |
| 10   | Svetlana Pristav / Viacheslav Tkachenko | Ukraine     | 14.5   | 9           | 10          |
| 11   | Jekaterina Silnitzkaja / Marno Kreft    | Allemagne   | 16.5   | 11          | 11          |
| 12   | Jackie Soames / John Jenkins            | Royaume-Uni | 18.0   | 12          | 12          |
| 13   | Victoria Pearce / Clive Shorten         | Royaume-Uni | 20.5   | 15          | 13          |
| 14   | Sarah Abitbol / Stéphane Bernadis       | France      | 20.5   | 13          | 14          |
| 15   | Elena Grigoreva / Serghei Sheiko        | Biélorussie | 22.0   | 14          | 15          |

### Danse sur glace
| Rang | Nom                                     | Nation      | Points | Danse imposée 1 | Danse imposée 2 | Danse originale | Danse libre |
| ---- | --------------------------------------- | ----------- | ------ | --------------- | --------------- | --------------- | ----------- |
| 1    | Maïa Oussova / Alexandre Jouline        | Russie      | 2.0    | 1               | 1               | 1               | 1           |
| 2    | Oksana Grichtchouk / Ievgueni Platov    | Russie      | 4.0    | 2               | 2               | 2               | 2           |
| 3    | Susanna Rahkamo / Petri Kokko           | Finlande    | 6.0    | 3               | 3               | 3               | 3           |
| 4    | Anzhelika Krylova / Vladimir Fedorov    | Russie      | 8.4    | 5               | 5               | 4               | 4           |
| 5    | Stefania Calegari / Pasquale Camerlengo | Italie      | 10.6   | 4               | 4               | 5               | 6           |
| 6    | Sophie Moniotte / Pascal Lavanchy       | France      | 11.0   | 6               | 6               | 6               | 5           |
| 7    | Irina Romanova / Igor Yaroshenko        | Ukraine     | 14.0   | 7               | 7               | 7               | 7           |
| 8    | Kateřina Mrázová / Martin Šimeček       | Tchéquie    | 16.4   | 9               | 9               | 8               | 8           |
| 9    | Tatiana Navka / Samuel Gezalian         | Biélorussie | 17.6   | 8               | 8               | 9               | 9           |
| 10   | Jennifer Goolsbee / Hendryk Schamberger | Allemagne   | 20.0   | 10              | 10              | 10              | 10          |
| 11   | Margarita Drobiazko / Povilas Vanagas   | Lituanie    | 22.0   | 11              | 11              | 11              | 11          |
| 12   | Marika Humphreys / Justin Lanning       | Royaume-Uni | 24.2   | 12              | 13              | 12              | 12          |
| 13   | Irina Le Bed / Alexandre Piton          | France      | 27.0   | 14              | 12              | 13              | 14          |
| 14   | Agnieszka Domańska / Marcin Głowacki    | Pologne     | 28.8   | 17              | 17              | 15              | 13          |
| 15   | Radmila Chroboková / Milan Brzý         | Tchéquie    | 28.8   | 13              | 14              | 14              | 15          |
| 16   | Kati Winkler / René Lohse               | Allemagne   | 31.8   | 16              | 15              | 16              | 16          |
| 17   | Barbara Minorini / Andrea Gilardi       | Italie      | 33.4   | 15              | 16              | 17              | 17          |
| 18   | Angelika Führing / Peter Wilczek        | Autriche    | 36.2   | 19              | 18              | 18              | 18          |
| 19   | Diane Gerencser / Alexander Stanislavov | Suisse      | 37.8   | 18              | 19              | 19              | 19          |
| 20   | Enikő Berkes / Szilárd Tóth             | Hongrie     | 41.4   | 22              | 20              | 20              | 21          |
| 21   | Noemi Vedres / Endre Szentirmai         | Hongrie     | 41.6   | 20              | 22              | 22              | 20          |
| 22   | Albena Denkova / Hristo Nikolov         | Bulgarie    | 43.0   | 21              | 21              | 21              | 22          |
| 23   | Jelena Trocenko / Erik Samovich         | Lettonie    | 46.0   | 23              | 23              | 23              | 23          |